# Cook megye (Georgia)
Cook megye az Amerikai Egyesült Államokban, azon belül Georgia államban található. Megyeszékhelye és legnagyobb városa Adel. Lakosainak száma 17 229 fő (2020. április 1.). Cook megye Tift, Brooks, Berrien, Lowndes és Colquitt megyékkel határos.

## Népesség
A megye népességének változása:
| Lakosok száma | 17 233 | 17 007 | 16 909 | 17 066 | 17 124 | 17 229 |
|               | 2010   | 2011   | 2012   | 2013   | 2015   | 2020   |